# Костянтин Салусіо III
Костянтин Салусіо III (італ. Costantino Salusio III; бл. 1100 — 1163) — юдик (володар) Кальярського юдикату в 1130—1163 роках. Низка дослідників враховує його як Костянтина II.

## Життєпис
Походив з династії Лакон-Гунале. Єдиний син Торхіторіо II, юдика Кальярі, та Преціози де Зорі. Народився близько 1100 року, отримавши ім'я Костянтин. Ймовірно після 1116 року став молодшим співюдиком батька. Одружився з представницею знатного неаполітанського роду Унале.
1130 року після смерті Торхіторіо II здобув одноосібну владу. Негайно підтвердив усі пожертви батька. Змінив ім'я на Салусіо III. У війні Пізи і Генуї підтримував першу, але не брав активної участі у військових кампаніях. Після 1133 року відновив стосунки з Генуезькою республікою.
Продовжив політику підтримки монастирів та церков, насамперед, які були засновані ченцями з абатств Сен-Віктор в Марселі та Монте-Кассіно в Італії. Посилення впливу першого призвело до конфлікту з пізанською архієпархією, яка бажала зберегти в Сардинії монополію. Водночас Вільгельм, архієпископ Кальярі, вступив у майновий конфлікт з Салусіо III, а потім Уберто Ратта, архієпископом Пізи. Разом з тим завдяки переселенням ченців з різних частин Європи встановлювалися культурні зв'язки.
Юдик сприяв економічному піднесенню господарства юдикату, впровадженню в сільському господарстві нових культур та технік обробки. також перетворив Кальярі на потужний порт, де надав однакові привілеї генуезцям і пізанцям.
До 1150-х років Кальярський юдикат перетворився на економічно могутню державу. Водночас разом з іншими юдиками, окрім Арборейського, визнав зверхність Пізанської архієпархії. Помер 1163 року. Йому спадкував зять П'єтро Торреський.

## Родина
1. Дружина — Джорджа де Унале.
Дітей не було.
2. Дружина — Сардинія де Зорі.
Діти:
- Синіспелла, дружина П'єтро Торреського
- Джорджа, дружина Оберта Обертинга, маркграфа Масси і Корсики
- Преціоза, дружина графа Тедіче делла Герардеска